# Hitzebeständigkeit
Als Hitzebeständigkeit wird die Widerstandsfähigkeit eines Materials, Bauteiles, Vorproduktes oder Fertigteiles gegen hohe Temperaturen bezeichnet. Erreicht die Temperatur eines Materials oder Objektes die sogenannte obere Gebrauchstemperatur, ändern sich die temperaturabhängigen Eigenschaften so stark, dass das Material oder Objekt nicht mehr den Anforderungen genügt oder zerstört wird (Überhitzung). Dabei spielt auch die Dauer der Temperatureinwirkung eine Rolle.
Technische Materialien, die sich zur Verwendung bei Temperaturen von über 600 °C bis über 1500 °C eignen, werden als feuerfeste Werkstoffe bezeichnet.

## Materialbeeinflussung bei kurzfristiger Temperatureinwirkung
Offensichtliche Beispiele für die Überschreitung der Gebrauchstemperatur eines Materials sind das Schmelzen oder die Entflammung eines Feststoffes oder das Sieden von Flüssigkeiten (z. B. kochendes Kühlwasser). Aber auch bereits bei niedrigeren Temperaturen kann es zu einer negativen Beeinflussung kommen. So weisen beispielsweise Kunststoffe und Glas eine Glasübergangstemperatur auf, bei deren Überschreitung das Material erweicht und damit plastisch oder elastisch verformt werden kann und an Festigkeit verliert. Auch andere Werkstoffeigenschaften wie die elektrische Durchschlagsfestigkeit ändern sich signifikant.
Insbesondere bei Objekten, die aus verschiedenen Materialien mit unterschiedlichem thermischem Ausdehnungskoeffizienten bestehen, können thermische Spannungen entstehen. Bei bewegten Teilen kann es durch Dimensionsänderungen zu erhöhter Reibung kommen.
Der elektrische Widerstand von Materialien ist ebenso temperaturabhängig, weshalb es bei hohen Temperaturen zum Versagen von elektrischen Bauteilen und Schaltungen kommen kann.

## Alterung bei langfristiger Temperatureinwirkung
Viele Alterungsprozesse von Materialien wie Versprödung, Verfärbung oder Zersetzung werden durch erhöhte Temperaturen beschleunigt. Deswegen ist ein Material, das kurzzeitig einer gewissen Temperatur widerstehen kann, nicht zwangsläufig auch dauerhaft hitzebeständig. Vielmehr können die Alterungsprozesse durch die hohe Temperatur so schnell ablaufen, dass die Lebensdauer gravierend verkürzt wird.
Bei Metallen kann es bei extrem hohen Temperaturen (mehr als 40 % der Schmelztemperatur) zu metallphysikalischen Vorgängen wie Diffusion, Gefügeveränderung, Kriechen oder Oxidation kommen.
Bei der Temperaturverwitterung von Gesteinen spielt oft die Sprödigkeit der Mineralien bzw. des petrologischen Verbandes die entscheidende Rolle.

## Technische Bedeutung
Die Hitzebeständigkeit ist eine wesentliche Eigenschaft eines Werkstoffes bzw. technischen Produktes und ist in den jeweiligen Dokumentationen und Normen angegeben. Die zu erwartenden Betriebstemperaturen, die verwendeten Werkstoffe und die angestrebte Lebensdauer sind stets aufeinander abzustimmen. Ein Beispiel hierfür sind die Isolierstoffklassen für elektrische Isoliermaterialien.
Eine Überhitzung kann durch Kühlung, Temperaturregelungen und Temperatursicherungen vermieden werden. Sicherheits- und Alarmsysteme mit angeschlossenen Temperatursensoren können auf die Gefahr der Überhitzung hinweisen und gegebenenfalls Maßnahmen wie z. B. eine Notabschaltung auslösen.